# Paparazzi (bài hát của Girls' Generation)
"Paparazzi" (tạm dịch: Nhiếp ảnh chụp hình) là một bài hát của nhóm nhạc nữ Hàn Quốc Girls' Generation nằm trong album tiếng Nhật thứ hai của họ, Girls' Generation II ~Girls & Peace~, được phát hành với vai trò là đĩa đơn mở đường cho album vào ngày 27 tháng 6 năm 2012. Video âm nhạc của bài hát được ra mắt vào ngày 14 tháng 6 năm 2012. "Paparazzi" tiếp nối thành công của nhóm tại Nhật, đứng đầu bảng xếp hạng Japanese Hot 100 cũng như bảng xếp hạng đĩa đơn hàng ngày của Oricon, đồng thời đạt vị trí thứ hai trên bảng xếp hạng đĩa đơn hàng tuần của Oricon với 92,000 bản.

## Sản xuất và phát hành
"Paparazzi" được sáng tác bởi hai nhạc sĩ người Thụy Điển, Fredrik Thomander và Johan Becker, và do nhà sản xuất âm nhạc người Mỹ, Miles Walker sản xuất. Junji Ishiwatari cũng tham gia vào quá trình sáng tác. Trước khi việc phát hành được công bố, các thành viên Tiffany và Jessica đã nhắc đến đĩa đơn này trong chương trình phát thanh "K-Poppin'" của DJ Isak và bài phỏng vấn với Elle Girl.
Một teaser video cho "Paparazzi" được SM Entertainment ra mắt vào ngày 29 tháng 5 năm 2012 trên kênh YouTube chính thức của mình và được phát sóng trên chương trình truyền hình Nhật Bản Zip!. Một đoạn nhạc dài 22 giây và một số hình ảnh cũng được công bố trong cùng một tuần.

## Quảng bá
Girls' Generation biểu diễn "Paparazzi" lần đầu tiên trên chương trình âm nhạc Nhật Bản Music Station vào ngày 22 tháng 6 năm 2012. Ngày 9 tháng 7 năm 2012, nhóm biểu diễn bài hát lần thứ hai trên chương trình Hey! Hey! Hey! Music Champ của Fuji TV. Ngày 14 tháng 7 năm 2012, nhóm tiếp tục biểu diễn bài hát trên chương trình Music Day.

## Doanh số
"Paparazzi" đạt vị trí đầu bảng trên bảng xếp hạng đĩa đơn hàng ngày của Oricon vào các ngày 30 tháng 6 và 2 ngày 7 năm 2012, đồng thời xuất hiện lần đầu tiên trên bảng xếp hạng hàng tuần ở vị trí thứ hai vào ngày 25 tháng 6 năm 2012 với 92,000 bản. Bài hát cũng đứng đầu bảng xếp hạng đĩa đơn hàng ngày của Tower Records trong suốt một tuần từ ngày 25 tháng 6 đến ngày 1 tháng 7 năm 2012.
Bài hát cũng đạt những thứ hạng cao trên các bảng xếp hạng của Billboard Japan: lọt vào top 10 trên Top Airplay, top 5 trên Adult Contemporary Airplay và Hot Single Sales, và cuối cùng là vị trí thứ nhất trên bảng xếp hạng Japan Hot 100 cũng như vị trí thứ hai trên bảng xếp hạng trực tuyến của RIAJ.

## Video âm nhạc
"Paparazzi" được coi là video âm nhạc hoành tráng nhất mà Girls' Generation từng thực hiện. Trường quay của video này chứa 30,000 bóng đèn, mất một tuần để dựng bởi 120 người. Bên cạnh đó, 300 người đã xuất hiện trong video, với tất cả năm phiên bản.
"Paparazzi" ra mắt lần đầu tiên ở Shibuya vào ngày 10 tháng 6 năm 2012. Sau đó video và một phiên bản vũ đạo được đăng tải lên YouTube vào ngày 15 tháng 6 năm 2012. Hai video nhận được hơn 4 triệu lượt xem trong vòng 2 ngày. Một phiên bản vũ đạo khác tên là "Dance Edit Gold" cũng được ra mắt vào ngày 22 tháng 6 năm 2012.

Girls' Generation trong trang phục đỏ, đen và trắng

Video này dài 6 phút 36 giây, bắt đầu với cảnh các thành viên đi qua một hành lang để bước vào tiền sảnh của một khách sạn, vây quanh bởi các phóng viên. Sau đó video chuyển cảnh đến một nhà hát khi Seohyun và Tiffany đang chuẩn bị biểu diễn. Trên sân khấu, một người đàn ông bước ra và thông báo, "Ladies and gentlemen, Girls' Generation. Come on!" Cánh gà được mở ra, cho thấy một góc phố với vài câu lạc bộ đêm, một tiệm cà phê và một rạp chiếu phim. Những tấm áp phích của rạp chiếu phim có dòng chữ "Girls' Generation In Concert" với hình ảnh của nhóm từ phiên bản repackaged của album tiếng Nhật đầu tiên Girls' Generation.
Tiếp đó, trong nền nhạc "Singin' in the Rain" (Gene Kelly), các thành viên trong trang phục áo choàng bước ra và gặp nhau giữa con phố. Ánh đèn của máy ảnh đột ngột nháy lên làm họ bất ngờ. Dòng chữ "Paparazzi - Girls' Generation" xuất hiện, sau đó các thành viên cởi bỏ áo choàng, để lộ trang phục bên trong với các màu chủ đạo đỏ, đen, trắng và bài hát bắt đầu. Trong đoạn điệp khúc thứ hai, một phông nền khác giống như phòng khiêu vũ xuất hiện. Video cũng bao gồm nhiều đoạn cắt cảnh lúc họ đang bước ngang qua tiền sảnh và bị phóng viên đuổi theo, cũng như những cảnh quay cận cảnh các thành viên. Khi bài hát kết thúc, trang nhất của một tờ báo tên là "Weekly Exploitation Press" xuất hiện với những bài báo như "Phong cách của họ đã trở thành Kinh thánh của thời trang" hay "Girls' Generation bị bao vây". Sau đó video trở lại khung cảnh góc phố, các thành viên mặc áo choàng và lần lượt rời khỏi sân khấu, một lần nữa trong nền nhạc "Singin' in the Rain", cánh gà được hạ xuống và khán giả bắt đầu vỗ tay.

## Danh sách bài hát
- Tải về trực tuyến[6]

1. "Paparazzi" - 3:47
2. "Paparazzi" (Không lời) - 3:46

- CD thông thường / Loại A[7]

1. "Paparazzi"
2. "Paparazzi" (Không lời)
3. "Paparazzi" (Video âm nhạc)

- CD thông thường / Loại B[8]

1. "Paparazzi"
2. "Paparazzi" (Không lời)

- Phiên bản đặc biệt[9]

1. "Paparazzi"
2. "Paparazzi" (Không lời)
3. "Paparazzi" (Video âm nhạc)
4. "Paparazzi" (Video âm nhạc: phiên bản cận cảnh)

## Bảng xếp hạng

### Oricon
| Ngày phát hành      | Bảng xếp hạng | Thứ hạng cao nhất | Doanh số khởi đầu | Tổng doanh số |
| ------------------- | ------------- | ----------------- | ----------------- | ------------- |
| 27 tháng 6 năm 2012 | Hàng ngày     | 1                 | 42,525            | 136,181       |
| 27 tháng 6 năm 2012 | Hàng tuần     | 2                 | 42,525            | 136,181       |
| 27 tháng 6 năm 2012 | Hàng tháng    | 7                 | 42,525            | 136,181       |
| 27 tháng 6 năm 2012 | Hàng năm      | 58                | 42,525            | 136,181       |

### Billboard Japan
| Bảng xếp hạng                              | Thứ hạng cao nhất |
| ------------------------------------------ | ----------------- |
| Billboard Japan Adult Contemporary Airplay | 5                 |
| Billboard Japan Hot Top Airplay            | 10                |
| Billboard Japan Hot Singles Sales          | 2                 |
| Billboard Japan Hot 100                    | 1                 |
| Billboard Japan Hot 100 Year End Chart     | 50                |

### RIAJ
| Bảng xếp hạng            | Thứ hạng cao nhất |
| ------------------------ | ----------------- |
| RIAJ Digital Track Chart | 2                 |

### Chaku-Uta
| Bảng xếp hạng               | Thứ hạng cao nhất |
| --------------------------- | ----------------- |
| Chaku-Uta Full – Hàng ngày  | 1                 |
| Chaku-Uta Full – Hàng tuần  | 2                 |
| Chaku-Uta Full – Hàng tháng | 4                 |
| Chaku-Uta – Hàng tuần       | 3                 |
| Chaku-Uta – Hàng tháng      | 7                 |

### Gaon
| Bảng xếp hạng | Thứ hạng cao nhất |
| ------------- | ----------------- |
| Gaon Album    | 1                 |

### Doanh số và chứng nhận
| Bảng xếp hạng | Doanh số        |
| ------------- | --------------- |
| RIAJ (CD)     | Vàng (100,000+) |
| RIAJ (tải về) | Vàng (100,000+) |

## Lịch sử phát hành
| Khu vực       | Ngày                | Định dạng                           | Hãng đĩa                                  | Mã số                              |
| ------------- | ------------------- | ----------------------------------- | ----------------------------------------- | ---------------------------------- |
| Nhật Bản      | 27 tháng 6 năm 2012 | CD, CD+DVD, CD+DVD+sách ảnh, tải về | Universal Music Japan, Nayutawave Records | UPCH-80278, UPCH-80279, UPCH-89119 |
| Toàn thế giới | 27 tháng 6 năm 2012 | Tải về                              | Universal Music, Nayutawave Records       |                                    |
| Hồng Kông     | 11 tháng 7 năm 2012 | CD                                  | Universal Music Hong Kong                 | 0620898                            |
| Hàn Quốc      | 16 tháng 8 năm 2012 | CD, CD+DVD                          | SM Entertainment                          | 2427840, 2427842                   |
| Thái Lan      | 17 tháng 8 năm 2012 | CD                                  | Universal Music Thailand                  | L0600406208989                     |
| Đài Loan      | 5 tháng 10 năm 2012 | CD+DVD                              | Universal Music Taiwan                    | 0625620                            |